# Žuta Lokva
Žuta Lokva falu Horvátországban, Lika-Zengg megyében. Közigazgatásilag Brinjéhez tartozik.

## Fekvése
Zenggtől 20 km-re keletre, községközpontjától 8 km-re délnyugatra, a Lika északi részén, Velebit és a Kapela hegység között a 23-as számú főút mellett fekszik. Fontos közlekedési csomópont. Itt éri el a Zengg felől érkező 23-as út az A1-es autópályát.

## Története
Žuta Lokva az 1776 és 1779 között épített Jozefina út mentén települt. Lakói még a 17. században Zrínyi Péter horvát bán által a környező falvakba telepített pravoszláv vallású vlahok leszármazottai voltak. 1857-ben 33, 1910-ben 161 lakosa volt. A trianoni békeszerződésig terjedő időszakban előbb Lika-Korbava vármegye Zenggi járásához, majd 1892-től a Brinjei járáshoz tartozott. Ezt követően előbb a Szerb–Horvát–Szlovén Királyság, majd Jugoszlávia része lett. Jugoszlávia felbomlása után 1991-ben a független Horvátország része lett. 2011-ben a településnek 17 lakosa volt, akik főként mezőgazdasággal, állattartással foglalkoznak.

## Lakosság
| Lakosság változása | Lakosság változása | Lakosság változása | Lakosság változása | Lakosság változása | Lakosság változása | Lakosság változása | Lakosság változása | Lakosság változása | Lakosság változása | Lakosság változása | Lakosság változása | Lakosság változása | Lakosság változása | Lakosság változása | Lakosság változása |
| ------------------ | ------------------ | ------------------ | ------------------ | ------------------ | ------------------ | ------------------ | ------------------ | ------------------ | ------------------ | ------------------ | ------------------ | ------------------ | ------------------ | ------------------ | ------------------ |
| 1857               | 1869               | 1880               | 1890               | 1900               | 1910               | 1921               | 1931               | 1948               | 1953               | 1961               | 1971               | 1981               | 1991               | 2001               | 2011               |
| 33                 | 0                  | 0                  | 120                | 165                | 161                | 154                | 172                | 134                | 94                 | 72                 | 72                 | 60                 | 50                 | 37                 | 17                 |